# Małgorzata Targowska-Grabińska

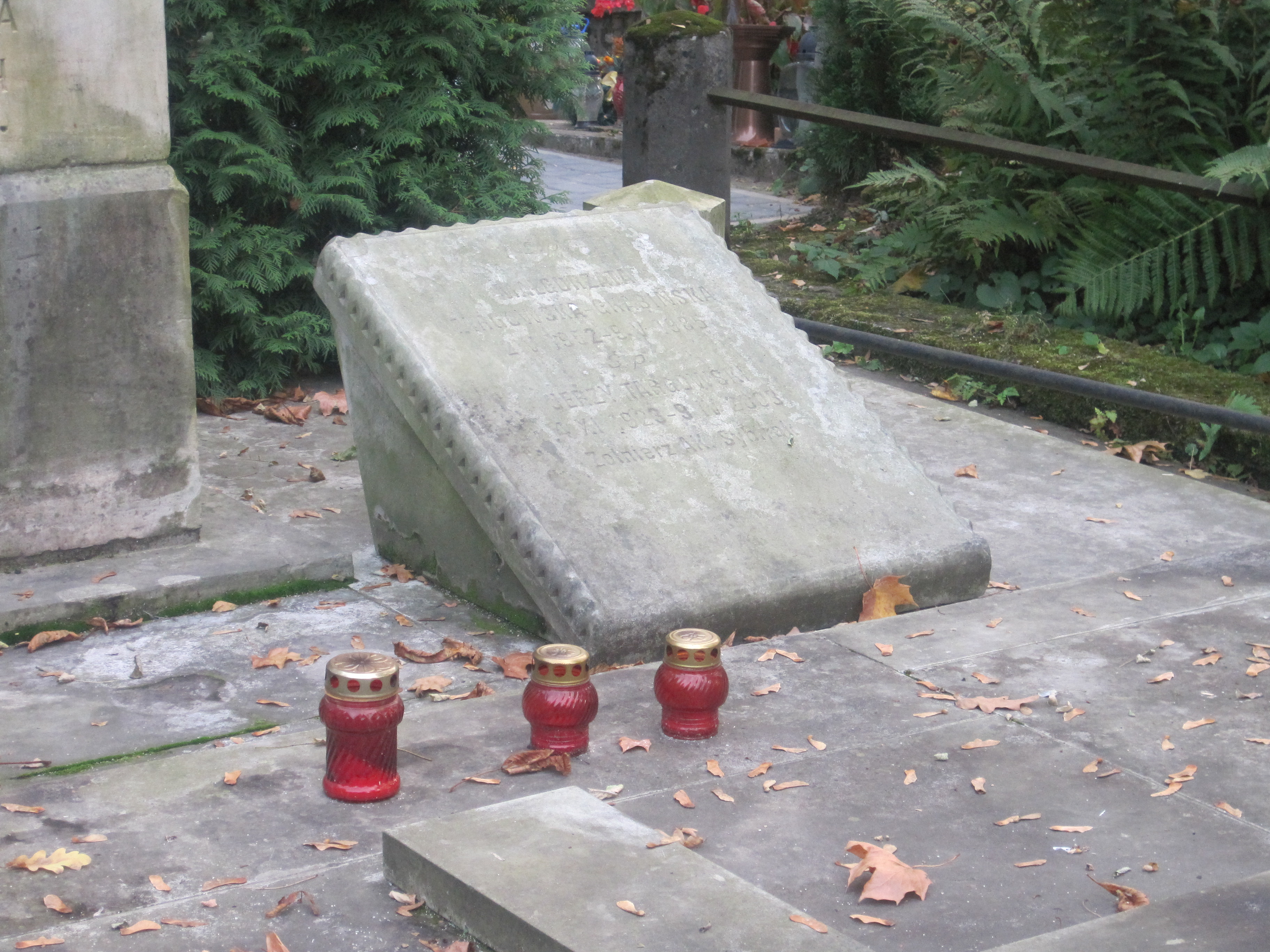
Nagrobek Małgorzaty Targowskiej-Grabińskiej na Cmentarzu Katedralnym w Sandomierzu

Małgorzata Targowska-Grabińska (ur. 2 maja 1952 w Krakowie, zm. 9 maja 1985 w Warszawie) – polska tłumaczka literatury angielskiej.

## Życiorys
Małgorzata Targowska-Grabińska urodziła się w Krakowie, a wychowywała w Sandomierzu. Studiowała anglistykę na Uniwersytecie Warszawskim w latach 1972–1978 (z przerwą w roku 1976, poświęconą na pobyt w Wielkiej Brytanii). Od ukończenia studiów zatrudniona była w Instytucie Wydawniczym „Pax” w Warszawie. 17 lipca 1980 roku wyszła za mąż za Aleksandra Grabińskiego (1949–2016) – pracownika prywatnego przedsiębiorcy z kapitałem zagranicznym i późniejszego prezesa stowarzyszenia „Dekretowiec”. Nie miała dzieci. Małgorzata Targowska-Grabińska była zadeklarowaną opozycjonistką demokratyczną, aczkolwiek nie rozwinęła szerszej działalności politycznej. Udzielała się natomiast w przykościelnym ruchu społeczno-charytatywnym Gaudium Vitae. W 1981 roku przetłumaczyła powieść Kena Folletta pt. Igła. Była członkiem Związku Literatów Polskich.
9 maja 1985 roku Małgorzata Targowska-Grabińska została zamordowana w swoim mieszkaniu na ulicy Szczuczyńskiej na Saskiej Kępie. Morderca zadał kilka ciosów nożem i poderżnął jej gardło. Jej ciało znalazł mąż o godzinie 17:30. Sprawcy morderstwa nie odnaleziono.
Podczas śledztwa wysunięto teorię, że Małgorzata Targowska-Grabińska została zamordowana przez pomyłkę. Zginąć z rąk Służb Bezpieczeństwa miała Małgorzata Grabińska, synowa adwokata Andrzeja Grabińskiego, jednego z dwóch oskarżycieli posiłkowych w procesie zabójców ks. Jerzego Popiełuszki. Kilka tygodni przed morderstwem synowa Andrzeja Grabińskiego wyprowadziła się z Saskiej Kępy, o czym mógł nie wiedzieć morderca.

## Przekłady
- William Hope Hodgson
  - Dom na granicy światów: z rękopisu znalezionego w 1877 roku przez panów Tonnisona i Berreggnoga w ruinach na południe od wioski Kraighten w zachodniej części Irlandii, przedłożone tutaj z przypisami (1985)
- Ken Follett
  - Igła (1981, 1989)
- Susan Hill
  - Albatros: opowiadania (1988; współpraca: Danuta Kozicka, Ewa Fiszer[8])